# 梁賀琪
梁賀琪（英語：June Leung Ho-ki，1965年10月1日—），大型連鎖式補習社遵理學校創辦人之一，之前是該校中文及英文補習導師，現專注該校的行政管理工作，以及擔任精英匯集團（港交所：1775）主席；2007及2008年曾獲得「中國百名傑出女企業家」稱號。

## 簡歷
梁賀琪年幼時與父母及三姐妹，居於大角嘴一個二百多方呎單位，父親是地盤判頭，而母親則是車衣女工。其表妹伍詠薇是前香港三家免費電視藝員，其表哥是遵理學校創辦人之一伍經衡，其姊則是伍經衡太太梁賀欣，其妹梁賀婷亦為香港化妝師。她自覺中英文良好，又能言善辯，一心想做律師，因香港回歸，熟悉中文和內地法例佔優，故先在港大修讀取得翻譯學位，後來更獲法律系取錄。不過事與願違，同一時間她接到母親的電話，知道父親患第三期鼻咽癌，只餘一、兩年壽命（事實是活多八、九年），所以直接撕毀法律系的取錄信，決定做補習賺快錢。隨後，她於1989年在香港大學文學院以翻譯系榮譽文學士畢業，同年跟伍經衡一起創辦津理語文商科學校（即遵理學校前身），並於2011年在歐洲大學學院取得工商管理博士學位。
除精通英語外，梁賀琪對中國文學、中國歷史等科目均有涉獵，曾於1990年代於津貼中學教書兩年，任教英文科逾20年。而在遵理學校創校初期，她教授英文之餘人手不足，還兼教中國語文及歷史等科目。她曾出版多本英文會考及高考教材，亦多次獲邀編寫模擬試題，也有其他文字創作包括報紙專欄及連載小說等，又曾是仁愛堂總理之一。2018年7月，她在精英匯集團（港交所：1775）於香港聯交所上市後，便全面退任遵理學校英文補習導師，專注擔任集團主席和負責該校的行政管理工作。

## 演出

### 電視節目
- 1997年：城市追擊（發達教師三人組）（無綫電視）
- 2007年：亞洲小姐競選（亞洲電視）
- 2010年：兄弟幫（無綫電視）
- 2012年：盛女愛作戰（無綫電視）
- 2022年：360秒人生課堂（無綫電視）

### 廣告
- 2008年：遵理學校 - June Leung 粉墨登場
- 2009年：遵理學校 - 苦海救星
- 2010年：遵理學校 - Rap 住 Sell 歐陽靖（MC Jin） × 林盛斌（Bob）
- 2011年：遵理學校 - Twiggy × 歐陽靖（MC Jin） × 林盛斌（Bob）

## 撰著

### 書籍
- 2009年：《我就是天后》（紅出版（青森文化）、ISBN 9789888010769）
  - 《全天候天后》（紅出版（青森文化）、ISBN 9789888010929）
  - 《英語潮通Guide》（紅出版（青森文化）、ISBN 9789888039371）
  - 《英語潮通Guide（環保版）》（紅出版（青森文化）、ISBN 9789888039753）

### 專欄
- 2020 - 2022年：《教你做天王》（頭條日報）

## 資料來源
1. 1 2   (PDF). 遵理集團. 2015-10-06  [2017-10-28]. （原始内容 (PDF)存档于2018-09-25）.
2. ↑  . 大紀元. 2006-05-03  [2017-10-28]. （原始内容存档于2009-10-27）.
3. ↑  . 雅虎香港財經. 2015-05-20  [2017-10-28]. （原始内容存档于2017-12-26）.
4. ↑  . 星島日報. 2017-06-24  [2017-10-28]. （原始内容存档于2017-12-26）.
5. ↑  . 香港蘋果日報. 2010-10-01  [2017-10-28]. （原始内容存档于2017-12-26）.
6. ↑  . 經濟一週. 2018-11-09  [2022-05-13].
7. ↑  . Fortune Insight. 2018-08-25  [2022-05-13].
8. ↑  . 新城廣播有限公司. 2021-12-12  [2022-05-13].
9. ↑  .   [2010-09-06]. （原始内容存档于2010-01-11）.
10. ↑  . 香港東方日報. 2019-08-20  [2021-05-26]. （原始内容存档于2021-05-26）.
11. ↑  . 香港01. 2018-07-13  [2021-05-26]. （原始内容存档于2022-05-13）.
12. ↑  . 星島日報. 2021-11-12  [2022-05-13].

## 外部連結
- 梁賀琪的新浪微博
- 梁賀琪的Facebook專頁
- 梁賀琪的Facebook專頁
- 梁賀琪的Instagram帳戶
- 《頭條日報》專欄《教你做天王》 （页面存档备份，存于）